# Mniodendron divaricatum
Mniodendron divaricatum là một loài Rêu trong họ Hypnodendraceae. Loài này được (Reinw. & Hornsch.) Lindb. mô tả khoa học đầu tiên năm 1865.